# Friedrich von Bömches
Friedrich Ritter Bömches von Boor (* 27. Dezember 1916 in Brașov, Siebenbürgen, Österreich-Ungarn; † 2. Mai 2010 in Wiehl) war ein rumänisch-deutscher Maler, Grafiker und Fotograf.

## Leben
Friedrich von Bömches wurde 1916 als Sohn einer siebenbürgisch-sächsischen Familie während des Ersten Weltkriegs geboren. 1938 wurde er zum Wehrdienst eingezogen und stieß mit der rumänischen Armee bis Stalingrad vor. In den frühen vierziger Jahren kehrte von Bömches wieder nach Kronstadt wurde aber kurz darauf als Rumäniendeutscher in die Sowjetunion verschleppt, wo er bis 1950 als Steinbrucharbeiter Zwangsarbeit im Donez-Becken leistete. Am 26. Juni 1943 heiratete er seine Frau Erna, die 1944 den gemeinsamen Sohn Bernd von Bömches in Kronstadt zur Welt brachte. 1978 (oder 1979) übersiedelte von Bömches in die Bundesrepublik Deutschland und fand im oberbergischen Wiehl eine neue Heimat. Hier lebte der Künstler zusammen mit Ehefrau Erna. Im März 2011 wurden unbelegte Vorwürfe über eine Zusammenarbeit von Bömches’ mit der rumänischen Geheimpolizei Securitate laut, wonach von Bömches unter dem dort geführten Decknamen Gert Grundich den Philosophen Walter Biemel bespitzelt haben soll. Bömches' Vater war ein Vetter des Großvaters des Opernsängers Helge von Bömches (1933–2014).

## Werk
Friedrich von Bömches ist es wie kaum einem Anderen gelungen, seine Erfahrungen im Krieg und als Kriegsgefangener in seiner Kunst aufzuarbeiten. Seine künstlerischen Umsetzung begann mit Fotografie; von Bömches konnte während des Stalingrad-Feldzugs etliche auch dokumentarisch wertvolle Aufnahmen machen. Gleichsam als Ersatz für das nun nicht mehr mögliche Fotografieren verlegte er sich im Zwangsarbeitslager auf das Zeichnen. Von Bömches, der sich selbst als „von hysterischer Zeichensucht besessen“ charakterisierte, fertigt immer wieder seine „Sekundenskizzen“ an. Erst lange Zeit nach seiner Heimkehr setzte sich eine Vielzahl seiner bildnerischen Schöpfungen mit der Tragik der menschlichen Existenz, dem Tod einschließlich dessen Vorboten Alter und Verfall, mit Hunger und Verfolgung auseinander – zum Teil in biblischem oder mythologischem Ambiente. Mit dem „Einfangen“ des Lebendigen im Bild standen jedoch die scheinbaren Gegensätze Leben und Tod als Motivgruppen gleichberechtigt nebeneinander: So schuf von Bömches dank seiner ungewöhnlichen Beobachtungsgabe beachtenswerte Porträts, sowie viele „kleine“ Bilder, meist Stegreifzeichnungen, mit Tier- und anderen Motiven.
Das Werk Bömches’ hat einen großen Umfang. In den Jahren von 1950 bis 1974 schuf er um die fünfzehntausend Ölgemälde und Zeichnungen. Nur wenige dieser Werke wurden aus Rumänien überführt, diese Exemplare befinden sich zum großen Teil bei Freunden der Familie Bömches. In Deutschland dürfte er annähernd noch einmal die gleiche Anzahl an Arbeiten fertig gestellt haben, inklusive insgesamt weit über fünfhundert Porträtbildern meist prominenter Personen.

### Gemälde und Zeichnungen (Auswahl aus dem Spätwerk)
- Sag mir, wo die Blumen sind, Acryl, 1990
- Der Fährmann, Mitte der 1990er Jahre
- Der unangenehme Gast, Mitte der 1990er Jahre
- Endstation, Mitte der 1990er Jahre
- Es gibt kein Zurück, Mitte der 1990er Jahre
- Der unendliche Weg, Mitte der 1990er Jahre
- Pietà, Mitte der 1990er Jahre
- Kreuzigung, Mitte der 1990er Jahre
- Trauerzug in Rumänien, Mitte der 1990er Jahre
- Die Zurückgelassenen, Kohle, 1994
- Altenheim, 1995
- Hinter Stacheldraht, Mischtechnik, 1999
- Fahrt ins Ungewisse (Trilogie: Tag / Nacht / Die Tür geht auf), Mischtechnik, 2001

### Prominentenporträts
- Berthold Beitz
- Hans-Dietrich Genscher
- Martin Heidegger
- Philipp Jenninger
- Lore Lorentz
- Peter Ludwig
- Hermann Oberth
- Herbert Quandt
- Horst Waffenschmidt

## Ausstellungen
- Aachen, Suermondt-Ludwig-Museum, 1966 und 1974
- Bad Godesberg-Muffendorf, Altes Kelterhaus, 1985
- Dinkelsbühl, Gemeindehaus St. Paul: „Burzenland – Künstlerland“, 1998
- Wiehl, Sparkassenforum: „Hommage à Friedrich von Bömches“, 2001
- Berlin, Rumänisches Kulturinstitut: „Der Weg nach Stalingrad“ (Fotografien), 2002
- Nümbrecht, Schloss Homburg: „Vertreibung“, ohne Jahresangabe
- Ulm, Donauschwäbisches Zentralmuseum: „Bilder aus dem GULag“, 2005
- Stolberg-Vicht, Europäischer Kunsthof: „Verlorene Jahre“, ohne Jahresangabe
- Gundelsheim (Württemberg), Siebenbürgisches Museum auf Schloss Horneck, 2007
- „Biographisches“, Schloss Homburg, ohne Jahresangabe
- Dauerausstellung im Kreishaus Gummersbach
- „Flucht und Vertreibung“, Ausstellung zum 100. Geburtstag, Schloss Homburg[6]

## Ehrungen
Für sein Lebenswerk wurde Friedrich von Bömches ausgezeichnet in:
- Rumänien: Merit Cultural IV. Klasse[7]
- Ohio, USA
- Verdienstorden der Bundesrepublik Deutschland, Verdienstkreuz 1. Klasse (1987)
- Siebenbürgisch-Sächsischer Kulturpreis (1987)
- Schwarzenberger Hochzeitstaler in Gold (2002)

## Bewertung
Der Kunst-Mäzen Peter Ludwig bezeichnete von Bömches als den „wohl bedeutendsten Porträtisten der Gegenwart“.
Der Leiter des Literaturhauses Berlin Ernest Wichner stellte fest, von Bömches' „Berichte an den rumänischen Geheimdienst“ seien „gemein – skrupelloser Freundesverrat“, nicht wissend „ob dieser Maler sich in einer ähnlich bedrohlichen Situation wie Oskar Pastior befunden“ habe.